# Ella Hattan

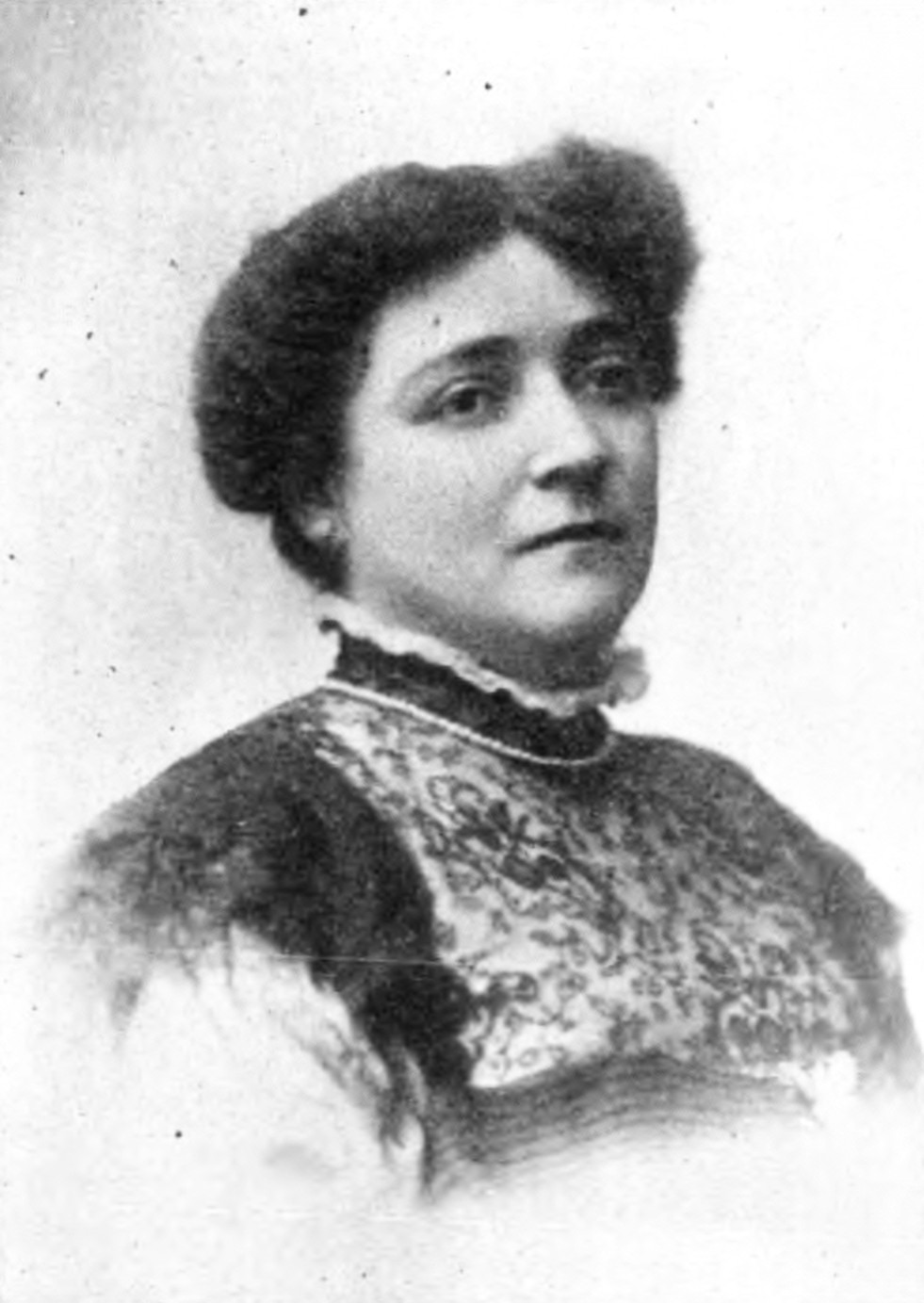
Ella Hattan (1906)

Ella M. Hattan (geboren 1859 in Zanesville, Ohio; gestorben nach 1909), auch bekannt als La Jaguarina, war eine amerikanische Fechterin und Schauspielerin.

## Frühes Leben
Ella Hattan wurde in Zanesville, Ohio, als zehntes Kind von Maria C. Hinman (1824–1900) und dem Schneider William Hattan (1818–1863), geboren. Im Jahr 1860 lebte die Familie in Meigs Township (Adams County, Ohio). Als Ella drei oder vier Jahre alt war, fiel ihr Vater im Sezessionskrieg. Im Jahr 1875 zog ihre Mutter mit Ella und ihrem Bruder Perry nach Cleveland. Ella trat einer Theatertruppe bei und wurde 1880 in New York professionelle Schauspielerin. Sie trat mit Laurence Barrett, Edwin Booth und Dion Boucicault und anderen bekannten Schauspielern der damaligen Zeit auf.

## Karriere als Fechterin
1884 wurde Ella Hattan unter ihrem Künstlernamen La Jaguarina, Champion Amazon of the World (Weltmeisterin der Amazone) und Ideal Amazon of the Age (Ideale Amazone des Zeitalters) bekannt. Von 1884 bis 1900 hatte sich Hattan als geschickte Schwertkämpferin etabliert und wurde mit einem Breitschwert zu Pferd, ein Publikumsliebling.
Am 4. Juli 1886 besiegte Hattan Captain J. H. Marshall, der sie jedoch in der zweiten Runde bezwang. Hattan trat gegen eine Reihe von männlichen Gegnern an und besiegte fast alle. So wurde sie populär und bekannt. Am 9. Februar 1887 errang Hattan ihren größten Sieg, Gegner war ein Sergeant Owen Davis von der US-Kavallerie. Die Zeitungen in San Francisco berichteten ausführlich über diesen Schwertkampf.

## Späteres Leben
Nachdem immer mehr männlichen Gegnern gegen sie kämpfen wollten, vermittelte ihr Manager Fredrich Engelhardt ihr eine Varieté-Tournee durch Kalifornien. Sie unterrichtete das Publikum über Fechtkämpfe und führte Tableaux vivants auf. Bald nach dem Ende der Tournee zog Hattan zurück in den Osten, wo sie ihre Schauspielkarriere fortführte. Sie heiratete, aber die Ehe hielt nicht. Ella Hattan spielte die Hauptrolle in dem Broadway-Musical The Vanderbilt Cap, diesmal seit 23 Jahren war, unter ihrem bürgerlichen Namen. Die Zeitungen und Printmedien brachten schnell in Verbindung, dass Hattan auch La Jaguarina war und machten auf sie aufmerksam. Das meiste Interesse der Öffentlichkeit galt ihrer Fechtkarriere und der Frage, ob sie sich aus dem Ruhestand zurückziehen wolle.
Die letzte Spur von Ella Hattan in der Presse stammt aus der The Blade in Ohio vom 27. Dezember 1907. Sie war auf einer Tournee für das Stück Lottie, the Poor Saleslady, or, Death Before Dishonor. Im Jahr 1909 verschwand Ella Hattan spurlos. Das Datum ihres Todes ist unbekannt.

## Referenzen
1. ↑  S.W. Pope: The New American Sport History: Recent Approaches and Perspectives. University of Illinois Press, Illinois 1996, ISBN 978-0-252-06567-5, S. 206 (englisch).
2. ↑  John Fry: A Short History of Pacific Beach. John Fry Productions, Pacific Beach 1987, S. 10 (englisch).
3. ↑  Roger Showley: Fencing champ Jaguarina, the toast of San Diego's 1880s boomtime, makes a comeback. In: The San Diego Union-Tribune. 20. September 2010, abgerufen am 4. Dezember 2018 (englisch).
4. ↑  Andy Shaw: Hattan, Ella (Jaguarina). In: US Fencing Hall of Fame. Archiviert vom Original am 6. Dezember 2018 (englisch).

| Personendaten    | Personendaten                                |
| ---------------- | -------------------------------------------- |
| NAME             | Hattan, Ella                                 |
| ALTERNATIVNAMEN  | Hattan, Ella M.; La Jaguarina (Künstlername) |
| KURZBESCHREIBUNG | amerikanische Fechterin und Schauspielerin   |
| GEBURTSDATUM     | 1859                                         |
| GEBURTSORT       | Zanesville, Ohio                             |
| STERBEDATUM      | nach 1909                                    |